# Sex Drive
Sex Drive är en amerikansk komedifilm från 2008 regisserad av Sean Anders. Filmen har Josh Zuckerman, Amanda Crew, Clark Duke, Seth Green och James Marsden i huvudrollerna, med Katrina Bowden, Alice Greczyn, Michael Cudlitz, Dave Sheridan och David Koechner i biroller. Filmen klassas som en "coming-of-age"-komedi.

## Handling
Filmen följer Ian Lafferty (spelad av Josh Zuckerman), en 18-årig kille som precis har tagit studenten och känner sig som en klassisk "late bloomer." Han är oskuld och blir retad av sin äldre, självsäkre bror Rex (James Marsden). Ian är hemligt förälskad i sin bästa vän Felicia (Amanda Crew), men är för blyg för att erkänna det.
På nätet har Ian skapat en falsk profil och börjat chatta med en tjej som kallar sig Ms. Tasty. Hon verkar vara otroligt attraktiv och visar intresse för honom men tror att han är en muskulös, självsäker kille. Efter många samtal föreslår hon att de ska träffas för en helg fylld med "nöjen" – men hon bor i Knoxville, Tennessee nästan 80 mil bort.
För att imponera och försöka förlora oskulden, bestämmer sig Ian för att göra en "sex drive" – en road trip till Knoxville. Han lånar sin brors älskade Pontiac GTO utan tillstånd, och tar med sig sina bästa vänner: Lance (Clark Duke), en smart men lite självgod kille med massor av självförtroende, och Felicia, som tror att de bara ska på ett spontant äventyr.
På vägen hamnar de i flera galna situationer. När de slutligen når Knoxville är det dags för Ian att möta "Ms. Tasty." Men inte allt är som det verkar, och Ian får lära sig att det han sökte kanske fanns mycket närmare än han trodde. Det blir en klassisk "coming-of-age"-upplevelse där vänskap, kärlek och att hitta sig själv står i centrum. 

## Rollista
| Josh Zuckerman    | – Ian Lafferty     |
| Amanda Crew       | – Felicia Alpine   |
| Clark Duke        | – Lance Nesbitt    |
| Seth Green        | – Ezekiel          |
| James Marsden     | – Rex Lafferty     |
| Katrina Bowden    | – Ms. Tasty        |
| Alice Greczyn     | – Mary             |
| Michael Cudlitz   | – Rick             |
| David Koechner    | – Liftare          |
| Dave Sheridan     | – Bobby Jo         |
| Mark L. Young     | – Randy            |
| Charlie McDermott | – Andy             |
| Cole Petersen     | – Dylan Lafferty   |
| Allison Weissman  | – Becca            |
| Andrea Anders     | – Brandy           |
| José Duarte       | – Brandys pappa    |
| Kim Ostrenko      | – Ians styvmamma   |
| Brett Rice        | – Mr. Lafferty     |
| Susie Abromeit    | – Tiffany          |
| Brian Posehn      | – Carney           |
| John Ross Bowie   | – Dr. Teddescoe    |
| Sasha Ramos       | – Kimberly         |
| Jessica Just      | – Lindsay          |
| Caley Hayes       | – Sandy            |
| Kyle Gass         | – Lastbilschaufför |
| Fall Out Boy      | – Sig själva       |